# Phanaeus malyi
Phanaeus malyi es una especie de escarabajo del género Phanaeus, familia Scarabaeidae. Fue descrita científicamente por Arnaud en 2002.
Se distribuye por Panamá, Costa Rica y Colombia. Es de color negro brillante y habita en la selvas tropicales.